# Karol Hertz

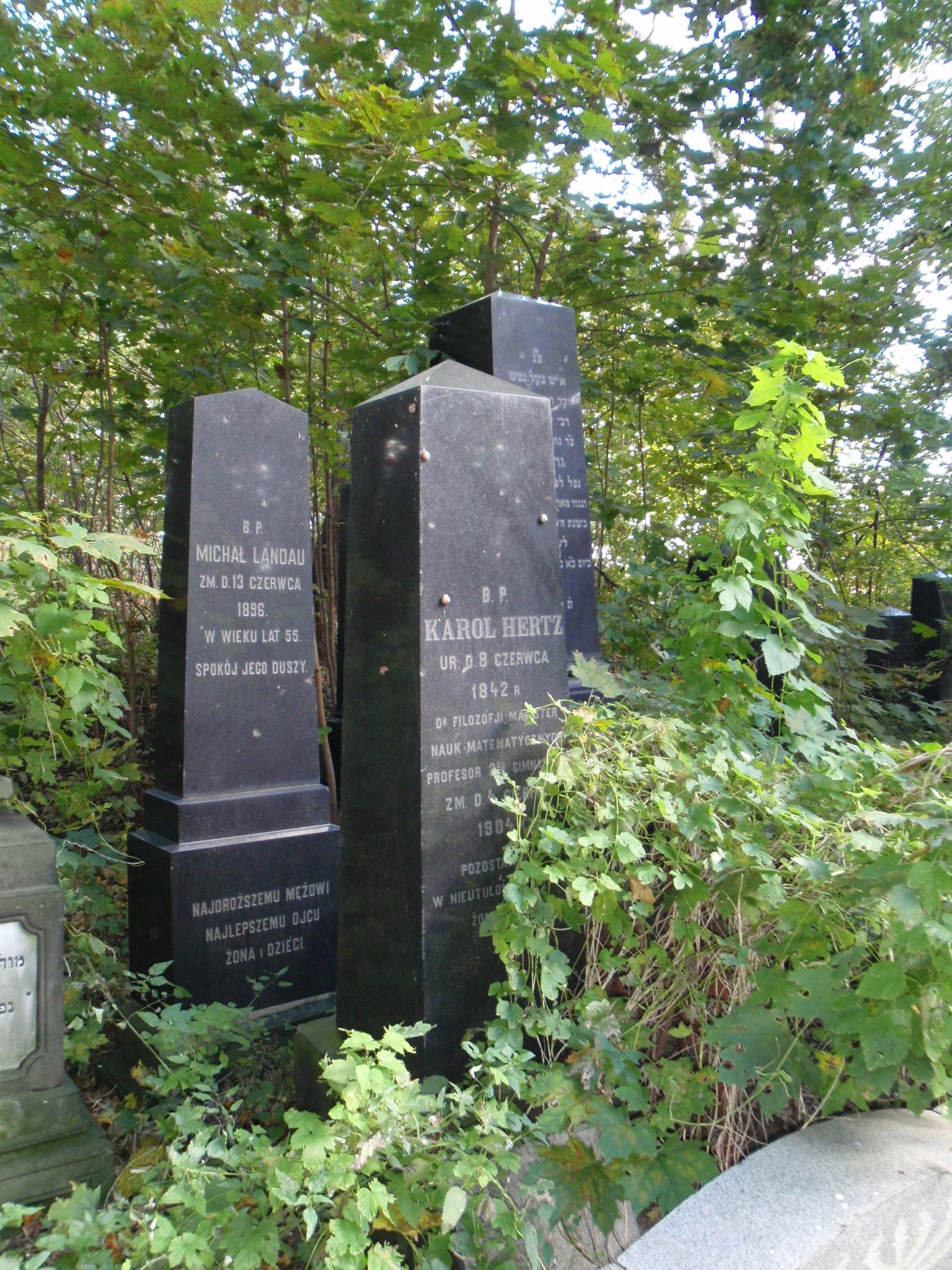
Grób Karola Hertza (w środku) na cmentarzu żydowskim w Warszawie

Karol Hertz (ur. 8 czerwca 1842 w Warszawie, zm. 4 sierpnia 1904 w Mariańskich Łaźniach) – polski nauczyciel, matematyk i publicysta żydowskiego pochodzenia.

## Życiorys
Uczył się w Warszawskiej Szkole Rabinów, po ukończeniu której kontynuował naukę na wydziale matematyczno-przyrodniczym Szkoły Głównej w Warszawie. W 1871 doktoryzował się na Uniwersytecie w Halle. Po powrocie do Warszawy otrzymał, jako pierwszy Żyd, zezwolenie na nauczanie w państwowym gimnazjum. Rozpoczął pracę w II Gimnazjum Męskim przy ul. Nowolipki 11 i był nauczycielem do końca życia. Wykładowca Uniwersytetu Latającego w Warszawie. Współpracował z Samuelem Dicksteinem i opublikował wraz z nim w 1875 pracę Teoria liczb złożonych i ich funkcje, a w 1878 O funkcjach nie mających pochodnych. Założył własne czasopismo „Przyroda i Przemysł”. Współpracował z „Przeglądem Tygodniowym” i „Ateneum” oraz innymi gazetami, gdzie publikował artykuły własne i tłumaczenia artykułów zagranicznych.
Jest pochowany w alei głównej cmentarza żydowskiego przy ulicy Okopowej w Warszawie (kwatera 71, rząd 2).